# Elecciones al Parlamento de Galicia de 2001
Las elecciones al Parlamento de Galicia de 2001 se celebraron el 21 de octubre. En ellas, resultó vencedor el PP con mayoría absoluta, con Manuel Fraga como Presidente de la Junta de Galicia.

## Resultados
| ← Elecciones al Parlamento de Galicia de 2001 → |                                                     |                      |         |       |         |        |
| Presidente y gobierno | Partido                                             | Candidato            | Votos   | %     | Escaños | +/-    |
| - Presidente: Manuel Fraga - Gobierno: PP - Censo: 2.567.656 - Votantes: 1.544.687 (60,2%) - Abstención: 1.022.969 (39,8%) - Válidos: 1.533.925 - A candidatura: 1.507.937 (98,3%) - Escaños: 75 | Partido Popular (PP)                                | Manuel Fraga         | 791.885 | 52,51 | 41      | -1     |
| - Presidente: Manuel Fraga - Gobierno: PP - Censo: 2.567.656 - Votantes: 1.544.687 (60,2%) - Abstención: 1.022.969 (39,8%) - Válidos: 1.533.925 - A candidatura: 1.507.937 (98,3%) - Escaños: 75 | Bloque Nacionalista Galego (BNG)                    | Xosé Manuel Beiras   | 346.423 | 22,97 | 17      | -1     |
| - Presidente: Manuel Fraga - Gobierno: PP - Censo: 2.567.656 - Votantes: 1.544.687 (60,2%) - Abstención: 1.022.969 (39,8%) - Válidos: 1.533.925 - A candidatura: 1.507.937 (98,3%) - Escaños: 75 | Partido dos Socialistas de Galicia-PSOE (PSdG-PSOE) | Emilio Pérez Touriño | 334.819 | 22,20 | 17      | +2     |
| - Presidente: Manuel Fraga - Gobierno: PP - Censo: 2.567.656 - Votantes: 1.544.687 (60,2%) - Abstención: 1.022.969 (39,8%) - Válidos: 1.533.925 - A candidatura: 1.507.937 (98,3%) - Escaños: 75 | Esquerda Unida-Izquierda Unida (EU-IU)              |                      | 10.431  | 0,69  | 0       |        |
| - Presidente: Manuel Fraga - Gobierno: PP - Censo: 2.567.656 - Votantes: 1.544.687 (60,2%) - Abstención: 1.022.969 (39,8%) - Válidos: 1.533.925 - A candidatura: 1.507.937 (98,3%) - Escaños: 75 | Democracia Progresista Galega (DPG)                 |                      | 6.938   | 0,46  | 0       |        |
| - Presidente: Manuel Fraga - Gobierno: PP - Censo: 2.567.656 - Votantes: 1.544.687 (60,2%) - Abstención: 1.022.969 (39,8%) - Válidos: 1.533.925 - A candidatura: 1.507.937 (98,3%) - Escaños: 75 | Esquerda de Galicia (EdG)                           | Anxo Guerreiro       | 5.001   | 0,33  | 0       | (-2) a |
| - Presidente: Manuel Fraga - Gobierno: PP - Censo: 2.567.656 - Votantes: 1.544.687 (60,2%) - Abstención: 1.022.969 (39,8%) - Válidos: 1.533.925 - A candidatura: 1.507.937 (98,3%) - Escaños: 75 | Partido de los Autónomos y Profesionales (AUTONOMO) |                      | 4.481   | 0,30  | 0       |        |
| - Presidente: Manuel Fraga - Gobierno: PP - Censo: 2.567.656 - Votantes: 1.544.687 (60,2%) - Abstención: 1.022.969 (39,8%) - Válidos: 1.533.925 - A candidatura: 1.507.937 (98,3%) - Escaños: 75 | Partido Humanista (PH)                              |                      | 4.137   | 0,27  | 0       |        |
| - Presidente: Manuel Fraga - Gobierno: PP - Censo: 2.567.656 - Votantes: 1.544.687 (60,2%) - Abstención: 1.022.969 (39,8%) - Válidos: 1.533.925 - A candidatura: 1.507.937 (98,3%) - Escaños: 75 | Frente Popular Galega (FPG)                         |                      | 3.176   | 0,21  | 0       |        |
| - Presidente: Manuel Fraga - Gobierno: PP - Censo: 2.567.656 - Votantes: 1.544.687 (60,2%) - Abstención: 1.022.969 (39,8%) - Válidos: 1.533.925 - A candidatura: 1.507.937 (98,3%) - Escaños: 75 | Partido Social y Democrático de Derecho (SDD)       |                      | 646     | 0,04  | 0       |        |
| - Presidente: Manuel Fraga - Gobierno: PP - Censo: 2.567.656 - Votantes: 1.544.687 (60,2%) - Abstención: 1.022.969 (39,8%) - Válidos: 1.533.925 - A candidatura: 1.507.937 (98,3%) - Escaños: 75 | En blanco                                           |                      | 25.988  | 1,7   | N/A     | N/A    |
| - Presidente: Manuel Fraga - Gobierno: PP - Censo: 2.567.656 - Votantes: 1.544.687 (60,2%) - Abstención: 1.022.969 (39,8%) - Válidos: 1.533.925 - A candidatura: 1.507.937 (98,3%) - Escaños: 75 | Nulos                                               |                      |         |       | N/A     | N/A    |

a Respecto a su resultado en coalición con el PSdG en 1997.

## Elección e investidura del Presidente de la Junta
La votación para la investidura del Presidente de la Junta en el Parlamento de Galicia tuvo el siguiente resultado:
| Candidato                     | Fecha                                                      | Voto       |    | BNG |    | Total |
| ----------------------------- | ---------------------------------------------------------- | ---------- | -- | --- | -- | ----- |
| Manuel Fraga Iribarne (PPdeG) | 5 de diciembre de 2001 Mayoría requerida: Absoluta (38/75) | Sí         | 41 |     |    | 41/75 |
| Manuel Fraga Iribarne (PPdeG) | 5 de diciembre de 2001 Mayoría requerida: Absoluta (38/75) | No         |    | 17  | 17 | 34/75 |
| Manuel Fraga Iribarne (PPdeG) | 5 de diciembre de 2001 Mayoría requerida: Absoluta (38/75) | Abstención |    |     |    | 0/75  |

## Mociones de censura

### Primera moción de censura
| Candidato y Proponente   | Fecha                                                       | Voto       |    | BNG |    | Total |
| ------------------------ | ----------------------------------------------------------- | ---------- | -- | --- | -- | ----- |
| Xosé Manuel Beiras (BNG) | 12 de diciembre de 2002 Mayoría requerida: Absoluta (38/75) | Sí         |    | 17  | 17 | 34/75 |
| Xosé Manuel Beiras (BNG) | 12 de diciembre de 2002 Mayoría requerida: Absoluta (38/75) | No         | 41 |     |    | 41/75 |
| Xosé Manuel Beiras (BNG) | 12 de diciembre de 2002 Mayoría requerida: Absoluta (38/75) | Abstención |    |     |    | 0/75  |

### Segunda moción de censura
| Candidato y Proponente            | Fecha                                                       | Voto       |    | BNG |    | Total |
| --------------------------------- | ----------------------------------------------------------- | ---------- | -- | --- | -- | ----- |
| Emilio Pérez Touriño (PSdeG-PSOE) | 12 de diciembre de 2002 Mayoría requerida: Absoluta (38/75) | Sí         |    | 17  | 17 | 34/75 |
| Emilio Pérez Touriño (PSdeG-PSOE) | 12 de diciembre de 2002 Mayoría requerida: Absoluta (38/75) | No         | 41 |     |    | 41/75 |
| Emilio Pérez Touriño (PSdeG-PSOE) | 12 de diciembre de 2002 Mayoría requerida: Absoluta (38/75) | Abstención |    |     |    | 0/75  |